# Formy prawne przedsiębiorstw w Niemczech
Poniżej przedstawiono listę form prawnych przedsiębiorstw, które funkcjonują w Niemczech:
- spółki kapitałowe
  - Aktiengesellschaft (AG) – spółka akcyjna
  - Gesellschaft mit beschränkter Haftung (GmbH) – spółka z ograniczoną odpowiedzialnością
  - Unternehmergesellschaft (haftungsbeschränkt) (UG) – (tzw. Mini-GmbH) – spółka z ograniczoną odpowiedzialnością (gdzie kapitał w trakcie trwania zostanie zgromadzony i przechodzi w GmbH)
  - Kommanditgesellschaft auf Aktien (KGaA) – spółka komandytowo-akcyjna (w Niemczech ze względu na formę bilansu zaliczana do spółek kapitałowych)
- spółki osobowe
  - Gesellschaft bürgerlichen Rechts (GbR) – spółka cywilna
  - Offene Handelsgesellschaft (OHG) – spółka jawna
  - Kommanditgesellschaft (KG) – spółka komandytowa
  - Partnerschaftsgesellschaft (Partnerschaft) – spółka partnerska